# Ерёмино (Шарьинский район)
Ерёмино — деревня в составе Конёвского сельского поселения Шарьинского района Костромской области России.

## География
Деревня расположена у речки Каржа.

## История
Согласно Спискам населенных мест Российской империи в 1872 году деревня относилась к 2 стану Ветлужского уезда Костромской губернии. В ней числилось 20 дворов, проживало 96 мужчин и 107 женщин.
Согласно переписи населения 1897 года в деревне проживал 251 человек (88 мужчин и 163 женщины).
Согласно Списку населенных мест Костромской губернии в 1907 году деревня Ерёмино (Никифорово) относилась к Одоевско-Спиринской волости Ветлужского уезда Костромской губернии. По сведениям волостного правления за 1907 год в ней числилось 55 крестьянских дворов и 362 жителя. В деревне имелись ветряная мельница, 2 кузницы и 2 толч. Основным занятием жителей деревни был лесной промысел.
9 марта 1903 года в деревне родился будущий генерал - лейтенант и председатель Ленинградского облисполкома Николай Васильевич Соловьев.

## Население
| 2008 | 2010 | 2014 |
| ---- | ---- | ---- |
| 0    | →0   | →0   |